# Seznam evroposlancev iz Grčije (1999–2004)
Seznam evroposlancev iz Grčije' v mandatu 1999-2004.

## Seznam
- Alekos Alavanos (Evropska združena levica – Zelena nordijska levica)
- Konstantinos Alyssandrakis (Evropska združena levica – Zelena nordijska levica)
- Ioannis Averoff (Evropska ljudska stranka - Evropski demokrati)
- Emmanouil Bakopoulos (Evropska združena levica – Zelena nordijska levica)
- Alexandros Baltas (Stranka evropskih socialistov)
- Giorgos Dimitrakopoulos (Evropska ljudska stranka - Evropski demokrati)
- Christos Folias (Evropska ljudska stranka - Evropski demokrati)
- Konstantinos Hatzidakis (Evropska ljudska stranka - Evropski demokrati)
- Anna Karamanou (Stranka evropskih socialistov)
- Giorgos Katiforis (Stranka evropskih socialistov)
- Efstratios Korakas (Evropska združena levica – Zelena nordijska levica)
- Ioannis Koukiadis (Stranka evropskih socialistov)
- Dimitrios Koulourianos (Evropska združena levica – Zelena nordijska levica)
- Rodi Kratsa-Tsagaropoulou (Evropska ljudska stranka - Evropski demokrati)
- Minerva Melpomeni Malliori (Stranka evropskih socialistov)
- Ioannis Marinos (Evropska ljudska stranka - Evropski demokrati)
- Emmanouil Mastorakis (Stranka evropskih socialistov)
- Mihail Papayannakis (Evropska združena levica – Zelena nordijska levica)
- Ioannis Patakis (Evropska združena levica – Zelena nordijska levica)
- Ioannis Souladakis (Stranka evropskih socialistov)
- Antonios Trakatellis (Evropska ljudska stranka - Evropski demokrati)
- Dimitris Tsatsos (Stranka evropskih socialistov)
- Stavros Xarchakos (Evropska ljudska stranka - Evropski demokrati)
- Christos Zacharakis (Evropska ljudska stranka - Evropski demokrati)
- Myrsini Zorba (Stranka evropskih socialistov)